# Гавриловский (Алтайский край)
Гавриловский — посёлок в Поспелихинском районе Алтайского края России. Входит в состав Николаевского сельсовета.

## История
Основан в 1923 году.
В 1928 году состоял из 19 хозяйств. В административном отношении входил в состав Озерновского сельсовета Поспелихинского района Рубцовского округа Сибирского края.

## Население
| 1926 | 1997 | 1998 | 1999 | 2000 | 2001 | 2002 | 2003 | 2004 |
| ---- | ---- | ---- | ---- | ---- | ---- | ---- | ---- | ---- |
| 128  | ↗463 | ↗494 | ↗503 | ↘495 | ↘455 | ↗465 | ↗470 | ↘466 |
| 2005 | 2006 | 2007 | 2008 | 2009 | 2010 | 2011 | 2012 | 2013 |
| ↘459 | ↘446 | ↗461 | ↘448 | ↘415 | ↘388 | ↗389 | →389 | ↘383 |
| 2014 |      |      |      |      |      |      |      |      |
| ↘377 |      |      |      |      |      |      |      |      |

Национальный состав
В 1928 году основное население — украинцы.
Согласно результатам переписи 2002 года, в национальной структуре населения русские составляли 77 %.